# Natik Aliyev
Pour les articles homonymes, voir Aliyev et Natig Aliyev (sculpteur).
Vous pouvez aider à l'améliorer ou bien discuter des problèmes sur sa page de discussion.
- Il ne s’appuie pas, ou pas assez, sur des sources secondaires ou tertiaires. (Marqué depuis octobre 2020)
- Il n’est pas rédigé dans un style encyclopédique. (Marqué depuis octobre 2020)

- Archive Wikiwix
- Bing
- Cairn
- DuckDuckGo
- E. Universalis
- Gallica
- Google
- G. Books
- G. News
- G. Scholar
- Persée
- Qwant
- (zh) Baidu
- (ru) Yandex
- (wd) trouver des œuvres sur Wikidata

Natig Aghaami oglu Aliyev (en azéri: Natiq Ağaəmi oğlu Əliyev; né le 23 novembre 1947 et mort le 9 juin 2017 à Bakou en Azerbaïdjan) est un homme d'État et géologue .

## Biographie
Natig Aliyev est né à Bakou. Il termine l'école secondaire en 1965 et obtient le diplôme de l'Université d'État du pétrole et de l'industrie d'Azerbaïdjan.
De 1971 à 1974, il travaille en tant que spécialiste en géologie des montagnes à l'Institut de géologie de l'Académie nationale des sciences d'Azerbaïdjan. En 1974 Il reçoit le titre académique de candidat ès sciences géologiques et minéralogiques.
Il décède à Istanbul en Turquie.

## Parcours professionnel
Il commence sa carrière dans le complexe d'exploration géologique marine. En 1979, Natig Aliyev est nommé chef du département de géologie de la Caspian Sea Oil and Gas Industry All-Union Production Association dans le contour d'exploration géologique complexe en mer.
À partir de 1984, il travaille comme instructeur au département du pétrole et de la chimie du Comité central du Parti communiste de la République d'Azerbaïdjan, puis comme chef  du département de développement socio-économique. Depuis 1994, il est président du comité gérant du projet de développement du gisement Azeri-Chirag-Guneshli et depuis 2002 devient président du conseil d'administration de la société Baku-Tbilisi-Djeyhan.
En 2005, Natig Aliyev est nommé au poste du président de la Compagnie pétrolière d'État d'Azerbaïdlan (SOCAR) et président du conseil d'administration.
Il est nommé Ministre de l'énergie de la République d'Azerbaïdjan dès 2013 jusqu'au derniers jours de sa vie.

## Décorations
- Ordre de la gloire (Azerbaïdjan).
- Médaille du 20e anniversaire du Comité national des douanes d'Azerbaïdjan (Azerbaïdjan).
- Médaille du 25e anniversaire du Comité national des douanes d'Azerbaïdjan (Azerbaïdjan).
- Officier de la Légion d'Honneur (France).
- Grade de commandant de l'ordre « Pour les services à la Pologne» (Pologne).
- Ordre d'Honneur (Géorgie).
- Ordre d'Honneur (Kazakhstan).
- Médaille du 20e anniversaire de l'indépendance du Kazakhstan (Kazakhstan).